# Folicana basalis
Folicana basalis är en insektsart som beskrevs av Henry Fairfield Osborn 1938. Folicana basalis ingår i släktet Folicana och familjen dvärgstritar. Inga underarter finns listade i Catalogue of Life.